# Triple corona (acreditacions d'escoles de negocis)
El concepte de Triple Corona s'utilitza en l'educació superior quan una universitat obté les tres acreditacions internacionals més importants.

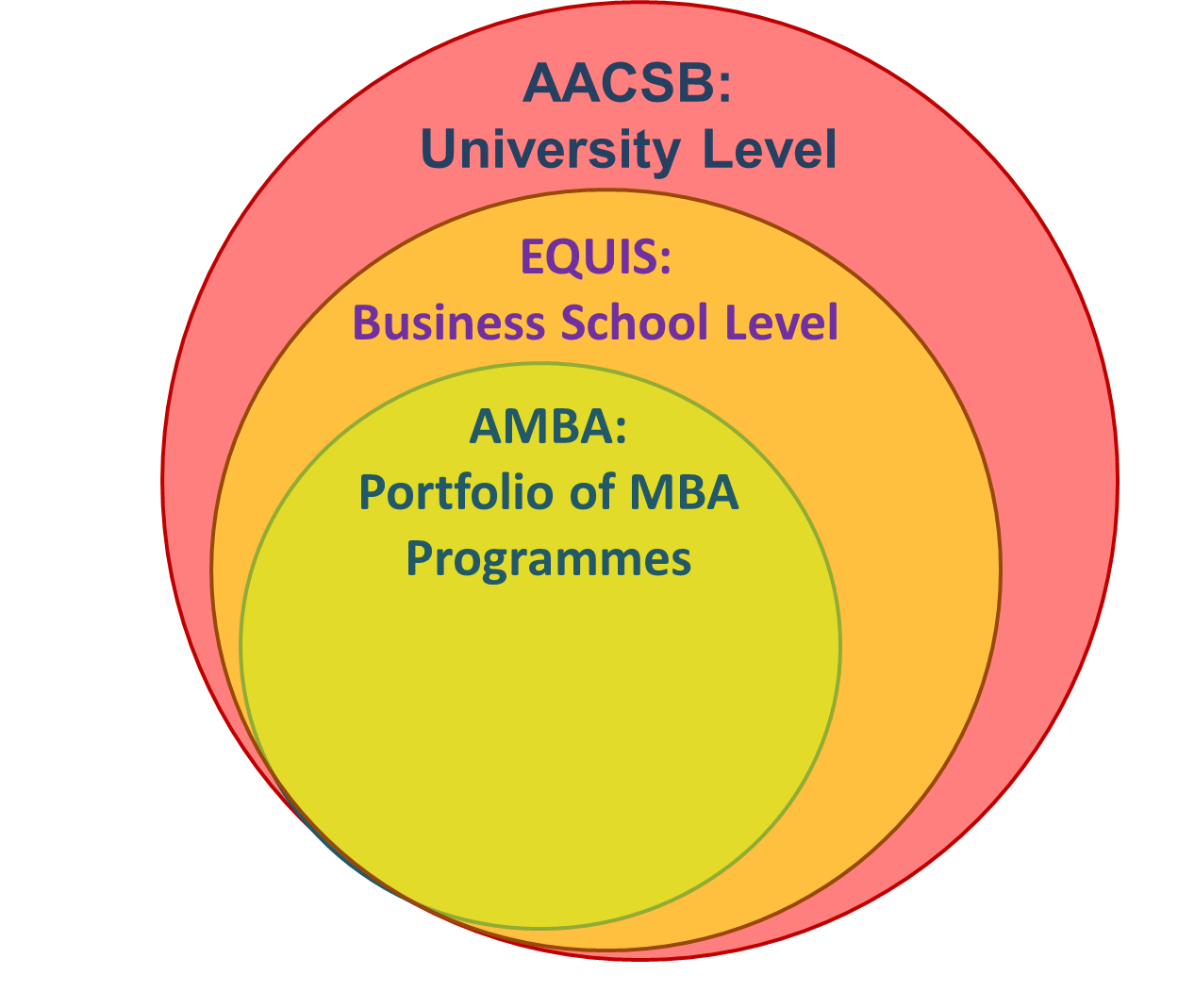
Abast de l'acreditació Institucional AACSB-EQUIS-AMBA

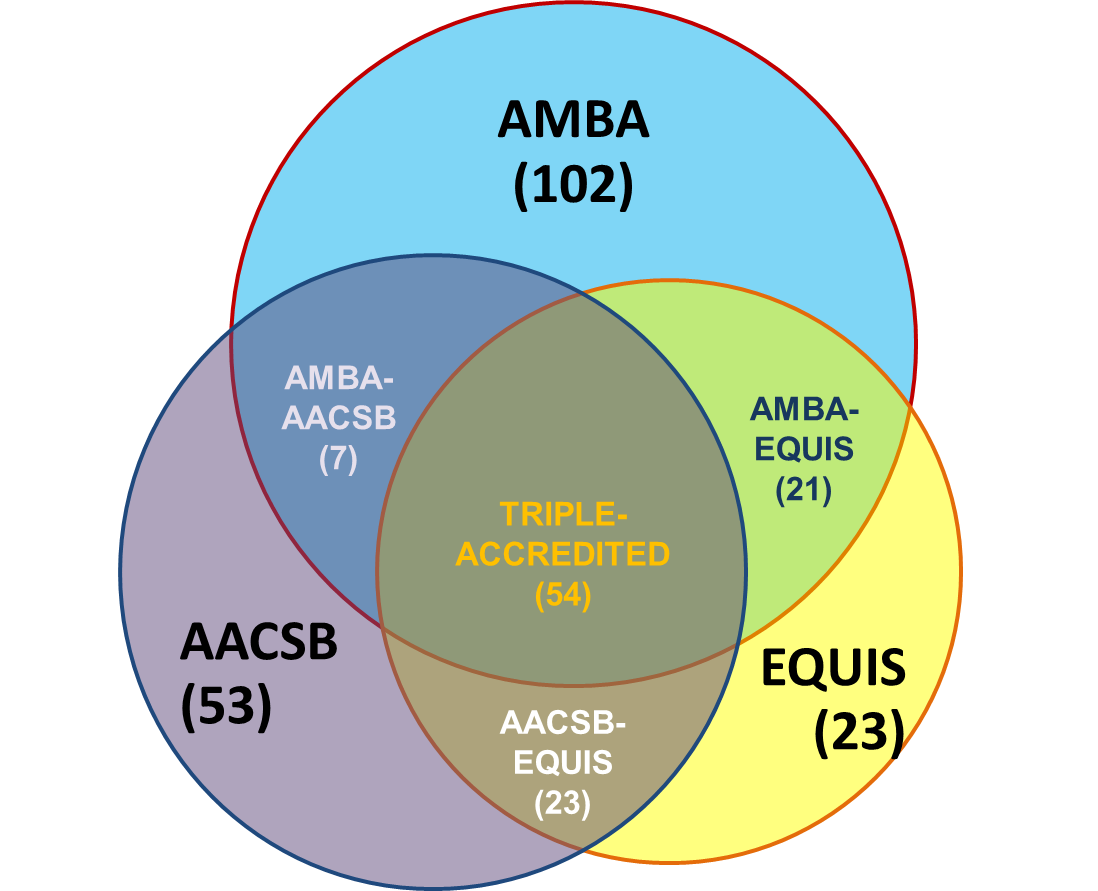
Nombre d'escoles amb simple, doble i triple acreditació (AACSB-AMBA-EQUIS) acreditació fora d'Amèrica del Nord

## Criteris
A l'administració d'empreses es parla de la Triple Corona quan una escola de negocis és acreditada per les tres associacions internacionals d'acreditació més influents:
- Association to Advance Collegiate Schools of Business (AACSB) - a Florida
- Asociación de MBA (AMBA) - a Londres
- European Quality Improvement System (EQUIS) - a Brussel·les

## Membres
Actualment hi ha 108 universitats amb la Triple Corona a tot el món (juliol 2021). La gran majoria situades a Europa (70 institucions), predominant al Regne Unit i França. Per tant, només al voltant de l'1% de les 13670 escoles de negocis del món han passat amb èxit les proves de les tres associacions.
- Aston Business School, Aston University, Birmingham, UK
- Ashridge Business School, Berkhamstead, Regne Unit
- Audencia Nantes, Nantes, França
- Brisbane Graduate School of Business, Queensland University of Technology, Brisbane, Austràlia.
- Cass Business School, City University London, London, Regne Unit
- CENTRUM Católica, Pontificia Universidad Católica del Perú, Lima, Perú
- Cranfield School of Management, Bedfordshire, Regne Unit
- División Académica de Administración y Contaduría, ITAM, Mexico City, Mèxic
- Durham Business School, Durham University, Durham (Anglaterra)
- EAESP - Fundação Getúlio Vargas, São Paulo, Brasil
- EGADE Business School, Tecnológico de Monterrey, Monterrey, Mèxic
- EDHEC, Lille & Nice, França
- EM Lyon, França
- ESCP Business School (Paris, London, Madrid, Berlin, Turin)
- ESSEC Business School, Paris-Singapur
- ESADE, Barcelona, Espanya
- Faculty of Business, City University of Hong Kong,Hong Kong
- Faculty of Business, The Hong Kong Polytechnic University,Hong Kong
- FCEE (School of Economics and Business Administration), Catholic University of Portugal, Lisbon, Portugal
- Faculdade de Economia, New University of Lisbon, Lisbon, Portugal
- Grenoble School of Management, Grenoble, França
- HEC París (Ecole des Hautes Etudes Commerciales)
- HEC Montreal, Montreal, Canadà
- Helsinki School of Economics, Helsinki, Finlàndia
- Hull University Business School, Hull, Regne Unit
- Henley Business School, Henley-on-Thames and Reading, Regne Unit
- ICN Business School, França
- IE Business School, Madrid, Espanya
- IESA, Caracas, Venezuela
- IESE Barcelona, Espanya
- IMD Lausanne, Suïssa
- INSEAD Fontainebleau, Francia / Singapur
- ITAM - Business School, Instituto Tecnológico Autónomo de México, Mèxic DF
- Kedge Business School, Bordeaux, França
- Lancaster University Management School, Lancaster, Regne Unit
- La Rochelle Business School, La Rochelle, França
- London Business School, London, Regne Unit
- Maastricht University, School of Business and Economics, Maastricht, Països Baixos
- Manchester Business School, University of Manchester, Manchester, Regne Unit
- Mannheim Business School, University of Mannheim, Mannheim, Alemanya (Graduate School)
- Mannheim Business School, University of Mannheim, Mannheim, Alemanya (Undergraduate School)
- Montpellier Business School, Montpellier, França
- NEOMA Business School, Reims, Rouen, França
- Open University Business School, Regne Unit
- Queen's School of Business, Kingston, Canadà
- Rennes School of Business, Rennes, França
- Rotterdam School of Management, Erasmus-Universiteit Rotterdam, Rotterdam, Països Baixos
- Telfer School of Management, University of Ottawa, Ottawa, Canadà
- Toulouse Business School, Toulouse, France /Barcelona, Spain /Casablanca, Marroc
- Universidad de los Andes, Facultad de Administración, Bogotá, Colombia
- University College Dublin, Michael Smurfit Graduate School of Business, Dublin, Irlanda
- University of Auckland Business School, Auckland, Nova Zelanda
- University of Strathclyde Graduate School of Business, Glasgow, Scotland, Regne Unit
- Vlerick Leuven Gent Management School, Ghent, Bélgica
- Waikato Management School, Hamilton, Nova Zelanda
- Warwick Business School, University of Warwick, Warwick, Regne Unit